# Gelato biscotto
Il gelato biscotto è un dolce composto da due biscotti o cialde che racchiudono al loro interno uno strato di gelato.

## Diffusione

### Germania

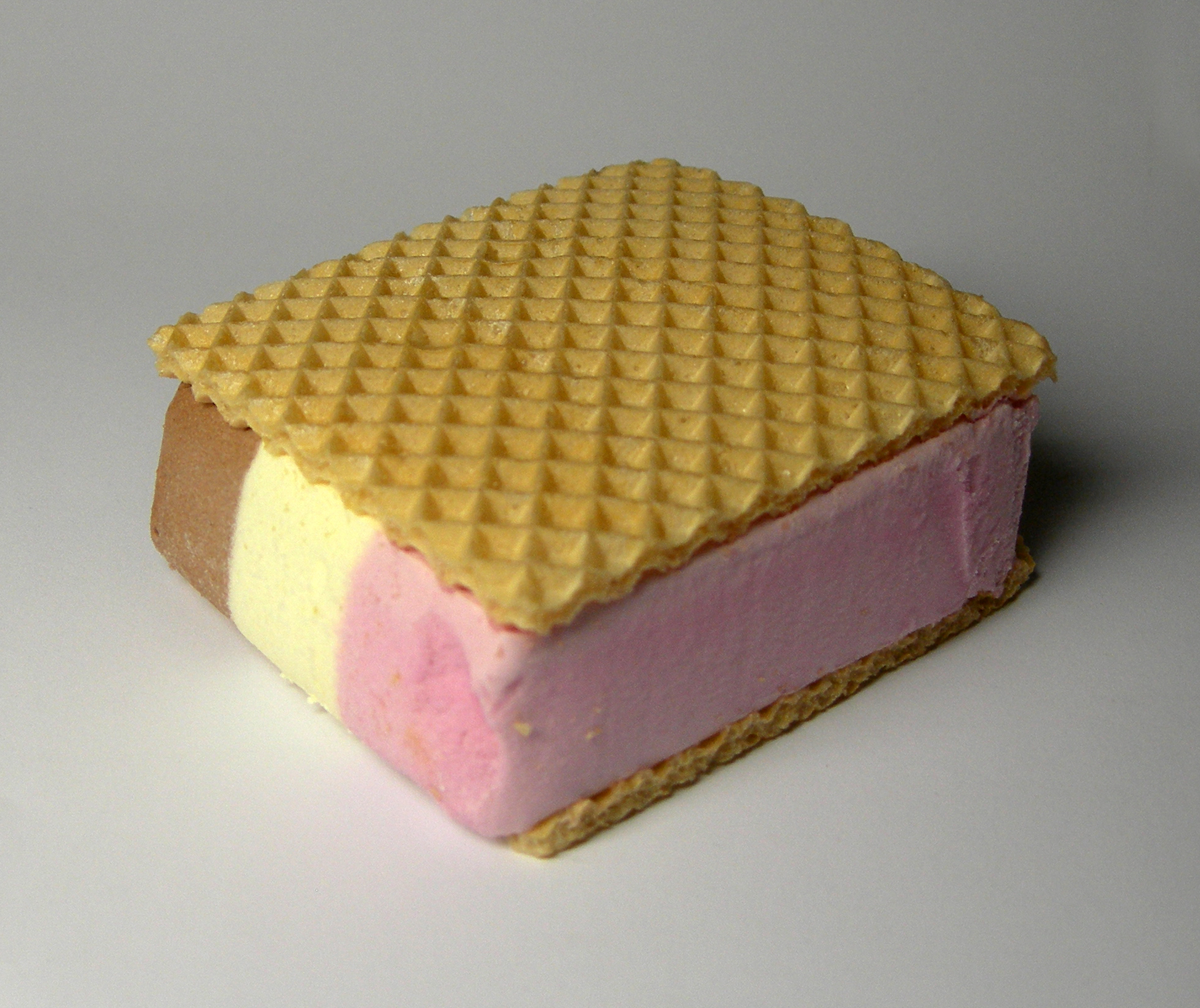
Fürst-Pückler-Schnitte

In Germania si gusta il Fürst-Pückler-Eis (gelato napoletano) fra due cialde da wafer. Il dolce risultante si chiama Fürst-Pückler-Schnitte.

### Iran
Il bastani naani (بستنی نانی) è un tipo di bastani iraniano inserito fra due cialde.

### Regno Unito
In Scozia è diffuso il double nougat: dove due barre di nougat ricoperti di cioccolato racchiudono il gelato.

### Singapore
I wafer con il gelato di Singapore si chiamano potong (ovvero "tagliato", in quanto si ricavano da un blocco di gelato suddiviso in più parti prima di essere serviti), e sono un'evoluzione diretta dei più vecchi prismi di gelato con stecco. Dal momento che molti clienti erano insoddisfatti di notare che il dolce si scioglieva molto rapidamente e cadeva a terra, si decise di preparare dei dolci simili con i wafer per facilitarne la presa. Oggi molti venditori che si trovano vicini alle scuole e presso Orchard Road e Chinatown servono il gelato biscotto in più varianti.